# Spirit Squad
Spirit Squad was een heel stable dat bekend was in World Wrestling Entertainment bij de RAW show. Het team bestaat uit Kenny, Johnny, Mitch, Nicky en Mikey met de gimmick van een mannelijk cheerleaderteam.

## Geschiedenis

### RAW-debuut
De leden van het Spirit Squad kwamen allemaal uit voor de opleidingsfederatie van de WWE Ohio Valley Wrestling voordat ze samen werden gebracht voor deze gimmick.
De groep verscheen tijdens een WWE house show voordat ze hun RAW-debuut maakten op 23 januari 2006. Op die avond kwamen de leden van het Spirit Squad naar de ring tijdens een kwalificatiematch voor de Royal Rumble tussen Jerry "The King" Lawler en Jonathan Coachman. Ze leidden Lawler af door op hun toeters te blazen en verschillende yells te doen waardoor Coachman voordeel kon nemen van de afgeleide Lawler, hem kon pinnen en zo zijn toegang tot de Royal Rumble kreeg. Volgend op de match kwamen de Spirit Squad leden de ring in en spelden "Coach" met hun armen. Toen Lawler om een verklaring vroeg zei Coachman dat hij geen idee had wie ze waren, maar dat hij plotseling een fan was van wie ze ook waren en hij was duidelijk geflatteerd omdat hij zijn eigen aanmoedigingsteam had.
Na hun debuut werd het Spirit Squad door meerdere worstelaars ingehuurd om hun aanmoedigingen te doen. Tijdens een deel van WWE Unlimited introduceerden de groepsleden zichzelf voor de eerste keer aan het publiek. Ieder lid van het Spirit Squad stond in de ring, en zei zijn naam, zichzelf aankondigend als Kenny, Johnny, Mitch, Nicky en Mikey.
Het Spirit Squad werd uiteindelijk een deel van de voortdurende feud tussen WWE voorzitter Vince McMahon en Shawn Michaels. De heel McMahon huurde het Spirit Squad in om onrespectvolle aanmoedigingen uit te voeren voor Michaels en om hem aan te vallen op meer dan een gelegenheid. Op een bepaald moment plaatste Mc Mahon Michaels in een handicap match met vier leden van het Spirit Squad (de kayfabe reden die werd gegeven was dat McMahon vond dat "vijf tegen een oneerlijk zou zijn", in het echt was Mitch aan het herstellen van een blessure en werd als Manager gebruikt om de rest van zijn team te begeleiden naar de ring) waarbij Michaels won dankzij een diskwalificatie. Een aantal weken later wonnen ze een 4 tegen 1 Tornado Handicap Steel Cage Match tegen Michaels en mengden ze zich in de match tussen Michaels en McMahon tijdens Wrestlemania 22.
Op de aflevering van RAW op 3 april 2006 versloegen Kenny en Mikey met hulp van de andere drie leden van het team Big Show en Kane om zo het World Tag Team Championship te winnen. Met toestemming van het bestuur worden alle vijf leden gezien als de kampioenen, waarbij twee leden per keer de titels mogen verdedigen.

### Feud met D-Generation X
Tijdens Backlash mengde het Spirit Squad zich in de match tussen Shawn Michaels en Vince McMahon. Alhoewel HBK naar de vloer dook van de bovenkant van een ladder (die in de ring was geplaatst) probeerden het Spirit Squad Michaels aan te vallen en gaf hem uiteindelijk High Spirits door een tafel, en gaven ze zo Vince McMahon de kans om pinfall te scoren.
De volgende avond werden de vijf leden van het Spirit Squad benoemd tot Co-General Managers van RAW terwijl Vince McMahon een "rustdag" nam. Nadat ze "spirit straws" hadden getrokken werd besloten dat Kenny John Cena zou uitdagen voor het WWE Championship. Voor de match eiste het Spirit Squad dat de announces Joey Styles in hun kantoor kwam om hem te instueren op het aankondigen van de winst van Kenny. Ze bevalen hem aan dat hij het beter "met spirit" kon doen of ze zouden regelen dat hij de week daarop RAW moest becommentariëren in een cheerleader outfit. Dit leidde ertoe dat Styles een confrontatie met zijn color-commentator Jerry Lawler aanging en uiteindelijk, in kayfabe, ontslag nam van de show (en de WWE).
Triple H werd aangesteld tot de speciale gast scheidsrechter in de titel match, maar liep weg (na zowel John Cena en verschillende leden van het Spirit Squad bij de ring te hebben aangevallen). Shawn Michaels nam zijn plaats over en gebruikte zijn finisher, Sweet Chin Music, op Kenny waardoor John Cena de kans kreeg om hem te pinnen en zijn titel te behouden.
Op 22 mei 2006 was RAW in Las Vegas en besloot Vince McMahon tot een 5 tegen 1 handicap match waarbij hij het Spirit Squad tegen Shawn Michaels zette. Al voor de wedstrijd begonnen was begon het Spirit Squad bruut in te slaan op Michaels. Ze verscheurden zijn ring kleding en sloegen zijn knie kapot met een stalen stoel (terwijl hij zijn Sweet Chin Music probeerde uit te voeren). Vince riep Triple H naar de ring wat ertoe leidde dat hij de groep imposant in elkaar sloeg, waaronder Johnny over de bovenste rope gooien, waardoor hij met zijn hoofd op de trampoline landde.
Op 12 juni 2006 tijdens RAW streed het Spirit Squad tegen Triple H in een gauntlet match. Terwijl het squad insloeg op Triple H keerde Shawn Michaels terug en hielp Triple H om tegen het gehele Spirit Squad te vechten en markeerde zo de terugkeer van D-Generation X.
Gedurende de daar op volgende weken tijdens RAW stortte het herenigde D-X groen slijm (of verf) uit over het Spirit Squad terwijl ze in de ring stonden. Later probeerde het Squad andere Superstars van RAW samen te krijgen om tegen D-X te vechten, maar Johnny en Mikey werden alleen gelaten toen zij Michaels en Triple H in de ring wilden confronteren met hun daden, zodat ze een makkelijk doelwit voor de twee mannen werden.
Het Spirit Squad verloor een 5-tegen-2 handicap match tegen D-Generation X tijdens WWE Vengeance, waarbij na de match Mitch gedwongen werd om Triple H blote achterwerk te zoenen.

## Kenmerken
- Moves
  - Guillotine Leg Drop (Gulliotine Leg Drop) - Kenny
  - Johnny-Go-Round (Jumping spinning roundhouse kick) - Johnny
  - High Spirits (De vijf leden nemen elk een ledemaat van de tegenstander vast en tillen hem hoog de lucht in, waarna ze de tegenstander op de mat laten vallen met zijn rug eerst)
  - High Spirits Leg Drop (Het Spirit Squad voert een move uit die gelijkend is aan de High Spirits. Vier leden van het Squad houden hun tegenstander in de High Spirits positie. Ondertussen duikt Kenny van de bovenste rope met zijn Leg Drop op de keel van de tegenstander).
  - Front dropkick-Nicky en Johnny
  - High angle senton bomb-Micky
- Verschillende dans moves waaronder:
  - Het Spirit Squad gebruikt ook een mini-trampoline en voert verschillende aerial moves uit nadat ze van de trampoline afstuiteren om hoogte te creëren,
    - Trampoline springboard bulldog - Mikey
    - Trampoline duikende clothesline - Mitch

  - Geassisteerde backflip splash-Gewoonlijk assisteert een team lid Mikey
- Gebaren
  - Hun achterwerken door de ring slepen-Mitch en Johnny
  - Jumping jacks
  - Springen vanaf de trampoline om de ring binnen te komen
  - Michael Jackson nadoen-Johnny
  - Ronddraaien in een cirkel-Nicky
  - Meisjesachtige schreeuw met een hoge stem-Nicky

## Prestaties
- World Wrestling Entertainment
  - WWE World Tag Team Championship (1 keer)